# Purog Kangri
Purog Kangri är ett berg i Kina. Det ligger i den autonoma regionen Tibet, i den sydvästra delen av landet, omkring 510 kilometer norr om regionhuvudstaden Lhasa. Toppen på Purog Kangri är 6 106 meter över havet.
Trakten runt Purog Kangri är nära nog obefolkad, med mindre än två invånare per kvadratkilometer. Det finns inga samhällen i närheten. Trakten runt Purog Kangri består i huvudsak av gräsmarker.
Genomsnittlig årsnederbörd är 256 millimeter. Den regnigaste månaden är juli, med i genomsnitt 76 mm nederbörd, och den torraste är december, med 1 mm nederbörd.